# 基尔德森林
基尔德森林（英語：Kielder Forest）是位于英格兰諾森伯蘭郡的一个大型人造森林，包围着基尔德水库，是英格兰最大的人造林地，横亘在与苏格兰的边界上，包括南部的沃克森林都属于諾森伯蘭國家公園的一部分。

## 历史
此森林自20世纪20年代开始就由英国林业委员会负责管理。在30年代，劳工部在这里给当时的失业大军提供许多机会，其中很多人来自东北英格兰采矿区和船厂。 当时英国劳工部在全国各地建立教育中心，至1938年共有38所，大多归林业委员会所有，这些人便被安置在其中之一，他们当年的营地如今已在基尔德水库水面之下了。与此同时，劳工部还在附近为工人家属建立村庄，包括斯通霍定居点。
在1920年代之前，这一地区主要是开放的沼泽，当地人用于捕猎松鸡和牧羊。这些羊以当地河流旁的高地森林和孤立峭壁区域中的剩余物为食。林业委员会利用公共财政，在全国各地购买土地，用于为英国建立战略性木材储备。这一单一目标在60年代发生转移。在保护可持续的木材供应的同时，人们逐渐意识到了环境需求，并要求拥有更多娱乐设施，自此基尔德森林的管理原则就发生了改变。基尔德如今仍为国有，它最初以供应木材为目标，如今则满足多种社会目的，这种转变也反映了上世纪整个英国植被森林的发展。

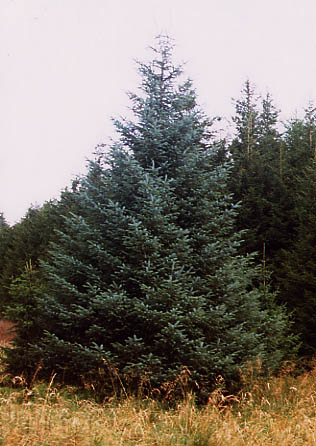
基尔德森林中生长的西加云杉

## 地理
「基尔德森林」这一名称常常包含附近丘陵山地和环绕森林的边远沼泽地。这一群山陵在东北方向融入切维厄特丘陵，但是在其他方向上较为独立。最顶端的皮尔山高达602米，此外还有赛蒂岩高295米、拉里斯顿丘原（Larriston Fells）高155米。这些丘陵虽然不是很高，但因为这一区域人烟稀少，往往没有交通，而赛蒂岩正是全英距公路最远的山陵。

## 树木
在基尔德森林，松柏占了主流，尤其是来自北美的西加云杉(Picea sitchensis)这一物种在英国北部的潮湿的环境下生长繁盛，占了总面积的75%。其它种类包括占9%的挪威云杉(Picea abies)和黑松(Pinus contorta)。还有一些赤松 (Pinus sylvestris)、落叶松(Larix spp.)、花旗松(Pseudotsuga menziesii)，和一些阔叶植物如桦木(Betula spp.)、花楸(Sorbus aucuparia)、李树(Prunus spp.)、橡树(Quercus spp.)、山毛榉(Fagus sylvatica)以及柳树(Salix spp.)。

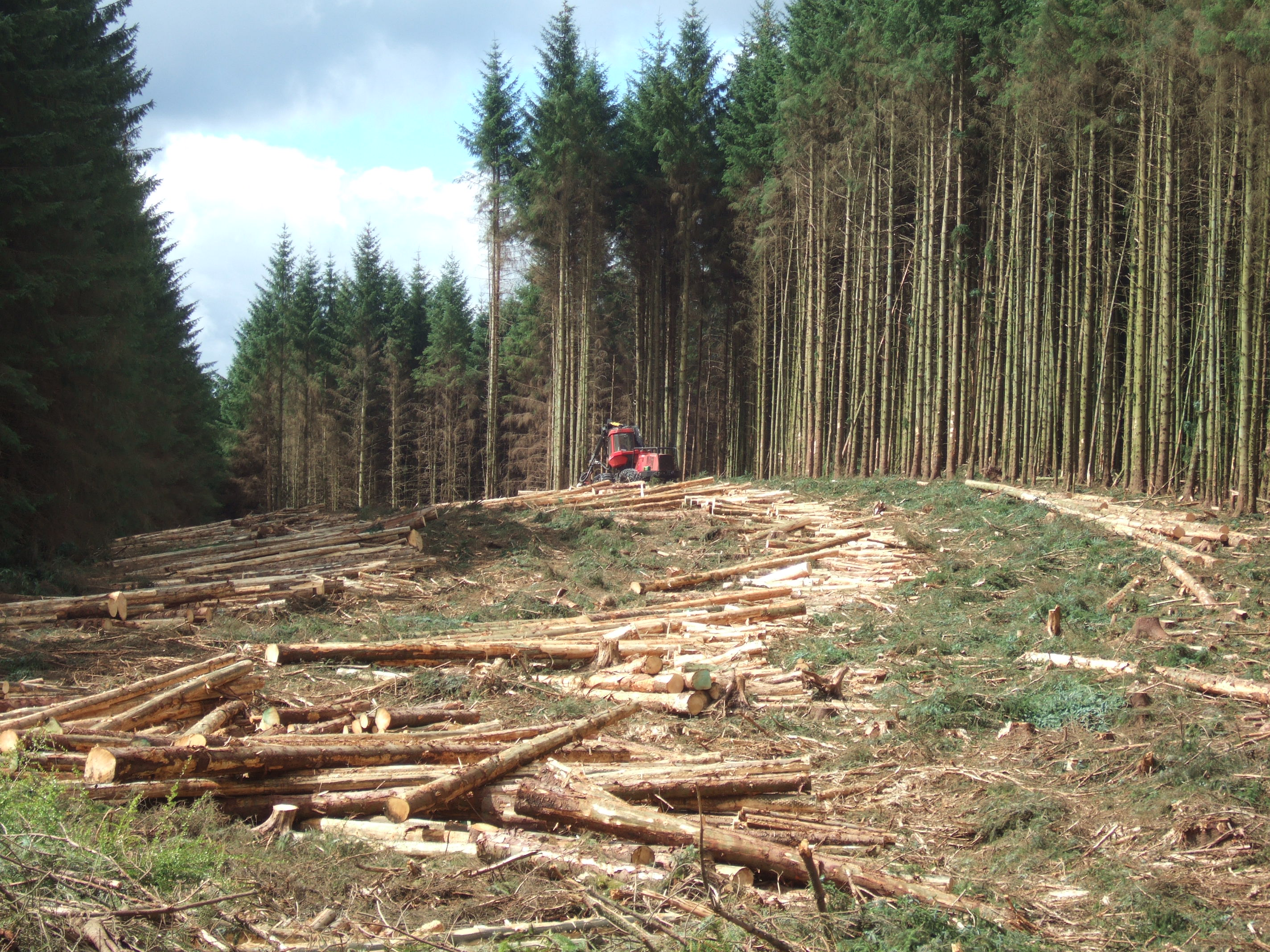
基尔德森林的木材生产

## 木材生产
基尔德森林每年生产475000立方米木材，供应当地的锯木、刨花板、木浆以及柴火消费。大部分来自于清场型砍伐区；但是越来越多的部分来自于选择性砍伐，这样可以保证持续供应。如今，清场型砍伐区重新种植了松柏门树种和開花植物，同时官方也抓住时机扩大空地面积，并改善河岸区栖息地环境。全部英国林业委员会的林地木材都要独立经由森林管理委员会证明。

## 环境保护
基尔德森林有大量科学景点，基本上都与高地沼泽环境有关。恢复边缘沼泽的一个项目也正在进行。该森林也是全英国最后一个欧亚红松鼠的重要栖息地，同时为猛禽提供了绝佳的生存地点。2009年，一对鹗成功地在该森林安家，自此每年持续，2011年第二对也在此安家。大量的西方狍被人工管理。许多考古遗迹在基尔德森林中被发现，这些遗迹也是该区域动荡历史的文化写照。

## 人文景观

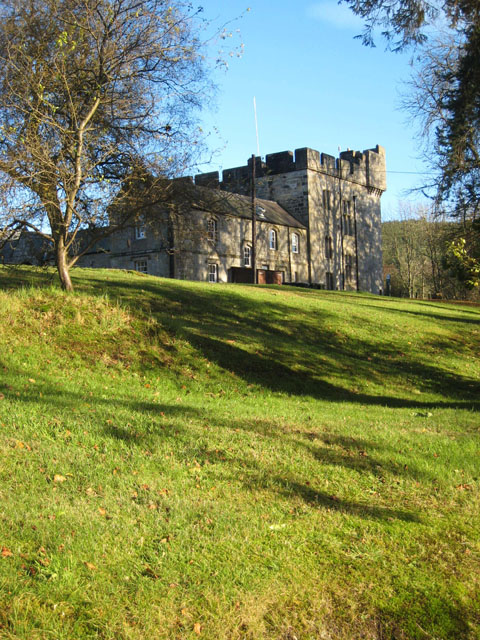
基尔德城堡

### 基尔德城堡
基尔德城堡游客中心（Kielder Castle Visitor Centre）是十八世纪由諾森伯蘭公爵所建的狩猎居所，后来被变为游客和信息中心。它位于基尔德村的边缘，泰恩河流域源头。城堡如今是这一地区数量日增的娱乐设施的中枢，例如步行和骑行道、野餐区和森林公路。

### 其它景点
森林中还有许多艺术和建筑装置，包括詹姆斯·特瑞尔在2000年设计的地景艺术作品《天空空》（Skyspace）和克利斯·德鲁利的《消波室》（Wave Chamber），一个在圆锥形石堆中的暗室。
森林中还有基尔德天文观象台。
2010年，前英国长跑运动员史蒂夫·克拉姆为基尔德马拉松举行了开幕式，这一马拉松比赛绕湖进行。

## 延伸閱讀
- Burlton, B. Jardine, D. O'Hara, J and Probert, C., "Kielder Forest Park, Guide Book" 1996, HMSO, London,  ISBN 0-85538-273-2
- Field, J. "Learning Through Labour: Training, unemployment and the state, 1890-1920, 1992, University of Leeds, ISBN 0-900960-48-5